# Кристијан Фитипалди
Кристијан Фитипалди (порт. Christian Fitipaldi), рођен 18. јануара 1971. године у Сао Паолу је бивши бразилски возач Формуле 1. Учествовао је на укупно 43 трке и то у периоду од 1992. године до 1994. године.